# Аргентина на летних Олимпийских играх 2020
Аргентина на летних Олимпийских играх 2020 года была представлена 189 спортсменами в 26 видах спорта. В связи с пандемией COVID-19 Международный олимпийский комитет принял решение перенести Игры на 2021 год.
В марте 2020 года Исполком МОК, продолжая политику гендерного равенства на Олимпийских играх, одобрил изменения в протокол церемоний открытия и закрытия Игр, согласно которым у национальных олимпийских комитетов появилась возможность заявить в качестве знаменосцев одного мужчину и одну женщину. На церемонии открытия Игр знаменосцами сборной Аргентины стали олимпийские чемпионы 2016 года в смешанном классе яхстмены Сантьяго Ланхе, для которого Игры в Токио стали уже седьмыми в карьере, и Сесилия Карранса, а на церемонии закрытия право нести национальный флаг было доверено хоккеисту на траве Педро Ибарре, завершившему после окончания Олимпийских игр спортивную карьеру.
По итогам соревнований на счету аргентинских спортсменов были 1 серебряная и 2 бронзовые медали, что позволило сборной Аргентине занять 72-е место в неофициальном медальном зачёте. Последний раз аргентинские спортсмены не смогли завоевать хотя бы одну золотую награду на Играх 2000 года в Сиднее.

## Медали
| Серебро | |                           |           |
| №       | Спортсмены | Вид спорта (дисциплина)   | Дата      |
| 1       | Женская сборная по хоккею на траве Белен Дзукки София Токкалино Агустина Горселани Валентина Рапосо Агостина Алонсо Агустина Альбертарио Мария Гранатто Дельфина Мерино Росио Санчес Мочча Виктория Саусе Виктория Гранатто Эухения Тринчинетти Микаэла Ретеги Ноэль Баррьонуэво Хульета Ханкунас Валентина Коста Бьонди Мили Форчерио София Маккари | Хоккей на траве (женщины) | 6 августа |
| Бронза  | |                           |           |
| №       | Спортсмены | Вид спорта (дисциплина)   | Дата      |
| 1       | Мужская сборная по регби-7 Родриго Исгро Лусио Синти Херман Шульц Игнасио Менди Родриго Этчарт Сантьяго Альварес Лаутаро Басан Велес Гастон Револь Матиас Осадчук Сантьяго Маре Гонзалес, Луисиано Маркос Монета Филипе дель Местре | Регби-7 (мужчины)         | 28 июля   |
| 2       | Мужская сборная по волейболу Факундо Конте Сантьяго Данани Лучано Де Чекко Агустин Лосер Бруно Лима Николас Мендес Эсекьель Паласиос Федерико Перейра Кристиан Поглахен Мартин Рамос Матиас Санчес Себастьян Соле | Волейбол (мужчины)        | 7 августа |

## Состав сборной
Академическая гребля
 Баскетбол
 Бокс
Гребля на байдарках и каноэ
 Гребной слалом
 Конный спорт
 Парусный спорт
 Сёрфинг
 Стрельба
 Фехтование
 Футбол
1. Тьяго Альмада
2. Эсекьель Барко
3. Томас Бельмонте
4. Хоакин Бласкес
5. Клаудио Браво
6. Фернандо Валенсуэла
7. Фаусто Вера
8. Адольфо Гайч
9. Педро де ла Вега
10. Эрнан де ла Фуэнте
11. Сантьяго Коломбатто
12. Херемиас Ледесма
13. Алексис Макаллистер
14. Факундо Медина
15. Лаутаро Моралес
16. Леонель Мосевич
17. Франсиско Ортега
18. Мартин Пайеро
19. Неуэн Перес
20. Эсекьель Понсе
21. Агустин Урси
22. Марсело Эррера

## Результаты соревнований

### Футбол
Футбольный турнир традиционно начался до официального начала Олимпийских игр. Перед началом Игр Международный олимпийский комитет расширил заявку на турнир до 22 человек, при этом на матч можно было заявить только 18 человек.
Мужчины
Соревнования в мужском футболе прошли с 22 июля по 7 августа. В связи с переносом Олимпийских игр в мужском турнире приняли участие сборные, составленные из игроков не старше 24 лет (родившиеся после 1 января 1997 года), а не 23 как на всех предыдущих Играх. Также в заявку могли войти не более 3 футболистов старше этого возраста.
Олимпийская сборная Аргентины по футболу квалифицировалась на Игры, пробившись в финал квалификационного олимпийского турнира КОНМЕБОЛ.
Состав
Окончательный состав олимпийской сборной был объявлен 17 июля 2021 года.
| №              | Имя                 | Клуб                     | Дата рождения    | Возраст | Игр     | Голов   |
| Вратари        | Вратари             | Вратари                  | Вратари          | Вратари | Вратари | Вратари |
| -------------- | ------------------- | ------------------------ | ---------------- | ------- | ------- | ------- |
| 1              | Херемиас Ледесма    | Кадис                    | 13 февраля 1993  | 28 лет  |         |         |
| 12             | Лаутаро Моралес     | Ланус                    | 16 декабря 1999  | 21 год  |         |         |
| 22             | Хоакин Бласкес      | Тальерес                 | 28 января 2001   | 20 лет  |         |         |
| Защитники      |                     |                          |                  |         |         |         |
| 2              | Неуэн Перес         | Атлетико Мадрид          | 24 июня 2000     | 21 год  |         |         |
| 3              | Клаудио Браво       | Портленд Тимберс         | 13 марта 1997    | 24 года |         |         |
| 4              | Эрнан де ла Фуэнте  | Велес Сарсфилд           | 7 января 1997    | 24 года |         |         |
| 6              | Леонель Мосевич     | Визела                   | 4 февраля 1997   | 24 года |         |         |
| 13             | Марсело Эррера      | Сан-Лоренсо де Альмагро  | 3 ноября 1998    | 24 года |         |         |
| 14             | Факундо Медина      | Ланс                     | 28 мая 1999      | 22 года |         |         |
| Полузащитники  |                     |                          |                  |         |         |         |
| 5              | Фаусто Вера         | Архентинос Хуниорс       | 26 марта 2000    | 21 год  |         |         |
| 8              | Сантьяго Коломбатто | Леон                     | 17 января 1997   | 24 года |         |         |
| 10             | Алексис Макаллистер | Брайтон энд Хоув Альбион | 24 декабря 1998  | 22 года |         |         |
| 11             | Эсекьель Барко      | Атланта Юнайтед          | 29 марта 1999    | 22 года |         |         |
| 16             | Мартин Пайеро       | Банфилд                  | 11 сентября 1998 | 22 года |         |         |
| 17             | Томас Бельмонте     | Ланус                    | 27 мая 1998      | 23 года |         |         |
| 19             | Франсиско Ортега    | Велес Сарсфилд           | 19 марта 1999    | 22 года |         |         |
| 20             | Тьяго Альмада       | Велес Сарсфилд           | 26 апреля 2001   | 20 лет  |         |         |
| Нападающие     |                     |                          |                  |         |         |         |
| 7              | Агустин Урси        | Банфилд                  | 4 мая 2000       | 21 год  |         |         |
| 9              | Адольфо Гайч        | ЦСКА                     | 26 февраля 1999  | 22 года |         |         |
| 15             | Педро де ла Вега    | Ланус                    | 7 февраля 2001   | 20 лет  |         |         |
| 18             | Эсекьель Понсе      | Спартак                  | 29 марта 1997    | 24 года |         |         |
| 21             | Фернандо Валенсуэла | Фамаликан                | 22 апреля 1997   | 24 года |         |         |
| Главный тренер |                     |                          |                  |         |         |         |
| Флаг Аргентины | Фернандо Батиста    | Фернандо Батиста         | 20 августа 1970  | 50 лет  |         |         |

Результаты
Групповой этап (группа C)
| Поз | Команда   | И | В | Н | П | МЗ | МП | РМ | О | Квалификация     |
| --- | --------- | - | - | - | - | -- | -- | -- | - | ---------------- |
| 1   | Испания   | 3 | 1 | 2 | 0 | 2  | 1  | +1 | 5 | Выход в плей-офф |
| 2   | Египет    | 3 | 1 | 1 | 1 | 2  | 1  | +1 | 4 | Выход в плей-офф |
| 3   | Аргентина | 3 | 1 | 1 | 1 | 2  | 3  | −1 | 4 |                  |
| 4   | Австралия | 3 | 1 | 0 | 2 | 2  | 3  | −1 | 3 |                  |

| 22 июля 2021 19:30 UTC+9 | \| Аргентина \| 0:2 Отчёт \| Австралия \| \| \| Голы \| Уэйлс 14′ · Тилио 80′ \| | Стадион: Саппоро Доум, Саппоро Зрителей: 0 Судья: Срджан Йованович |
| Аргентина                | 0:2 Отчёт                                                                        | Австралия                                                          |
|                          | Голы                                                                             | Уэйлс 14′ · Тилио 80′                                              |

| 25 июля 2021 16:30 UTC+9 | \| Египет \| 0:1 Отчёт \| Аргентина \| \| \| Голы \| Медина 52′ \| | Стадион: Саппоро Доум, Саппоро Зрителей: 0 Судья: Георгий Кабаков |
| Египет                   | 0:1 Отчёт                                                          | Аргентина                                                         |
|                          | Голы                                                               | Медина 52′                                                        |

| 28 июля 2021 20:00 UTC+9 | \| Испания \| 1:1 Отчёт \| Аргентина \| \| Мерино 66′ \| Голы \| Бельмонте 87′ \| | Стадион: Сайтама 2002, Сайтама Зрителей: 0 Судья: Исмаил Эльфат |
| Испания                  | 1:1 Отчёт                                                                         | Аргентина                                                       |
| Мерино 66′               | Голы                                                                              | Бельмонте 87′                                                   |

Итог: по результатам олимпийского турнира олимпийская сборная Аргентины по футболу заняла 10-е место.